# Briestenské skaly
Briestenské skaly jsou přírodní památka v katastrálním území obce Pružina v okrese Považská Bystrica v Trenčínském kraji na Slovensku. Území bylo vyhlášeno v roce 1992 a jeho rozloha je 6,83 hektaru. Předmětem ochrany je soubor skalních útvarů, tvořených paleogenními slepenci a brekciemi. Na lokalitě lze pozorovat geomorfologické tvary jako jsou skalní věže, okna nebo homole.